# 真名杏樹
真名 杏樹（まな あんじゅ、3月22日 - ）は、日本の女性作詞家。東京都出身。

## 人物・来歴
作曲家・船村徹の長女として東京に生まれる。
10代から作詞・作曲を始め、高校卒業後に詞・曲のデモテープをいとこのスタジオで作り始める。楽曲の一つが白鶴酒造のCMイメージソングに選ばれ、当時電通の社員だった新井満の勧めで、自ら作詞・作曲を手掛けたシングルレコード「優しい時の流れに」がビクター音楽産業から本名の ″福田三月子″ 名義でリリースした。同じ頃にコマーシャル音楽の制作会社に入社し、ディレクター見習いとして働き始め、江崎グリコ、大阪ガス、象印など多くのCM音楽を手掛ける。その後、戸川純のアルバム『極東慰安唱歌』に詞を書いてみないかと声が掛かり、「極東花嫁」を提供したことがきっかけで、作家事務所・株式会社フロムイーストに所属し作詞家としてプロデビューを果たす。フロムイーストを退社後、株式会社K.S.Pに移籍し、10年間所属したのちに独立する。
詞を提供した代表的な作品として、1991年にリリースされた織田裕二のシングル「歌えなかったラヴ・ソング」、1995年リリースの岡本真夜のデビューシングル「TOMORROW」（岡本との共作）などがあり、いずれも大ヒットを記録した。ほか西城秀樹、アン・ルイス、山本潤子、和田アキ子、坂本冬美、BEGIN、SMAP、KinKi Kidsなど、多数の作詞を手掛ける以外にも、NHKラジオ第2放送「お話でてこい」の「きいろいバケツ」等の脚本を手掛けるなど、活動は多岐に亘る。現在はフリーランスとして活動している。

## 主な作詞
浅香唯
「NIGHT DANCER」（1989年）
アン・ルイス
「殉愛」（1988年）
石川ひとみ
「笑顔の花」（2023年）
石田ひかり
「恋なのにね」（1989年）
LL BROTHERS
「Do "Yo" Body!」（1992年）
太田貴子
「マネキン」「Thanks」（1989年）
岡本真夜
「TOMORROW」（1995年／岡本との共作詞）「サヨナラなんて言えないから」（1996年／岡本との共作詞）
織田裕二
「歌えなかったラヴ・ソング」「現在、この瞬間から」（1991年）「KODO−鼓動−」（1992年）
キム・ヨンジャ
「愛☆アリガトウ」（2002年）
KinKi Kids
「愛なんてコトバじゃ言えない」（1998年）
小森田実
「夏だけの女神」「カジノ・カジノ」「夜のパズル」「シーズン」「エヴァーグリーン」（1989年）
佐野量子
「恋に恋するサカナたち」（1989年）「雲のように風のように」（1990年）
西城秀樹
「夢のように」「Say」（1988年）
酒井法子
「元気ですか…」（1996年）
坂本冬美
「TOKYOかくれんぼ」（1996年）
少年隊
「砂の男」（1990年）
SMAP
「さよならの恋人」（1991年）「悲しくて眠れない」「これから海へ行こうよ」（1993年）
高岡早紀
「真夜中のサブリナ」「眠れぬ森の美女」（1988年）「悲しみよこんにちは」「Rosé」（1989年）
立花理佐
「キミはどんとくらい」「サヨナラを言わせないで」（1987年）
露崎春女
「In This Love」（1995年）
戸川純
「極東花嫁」(戸川純ユニット)（1985年）
「ラジャ・マハラジャー」- NHK「みんなのうた」（1985年／″福田三月子″名義での作詞）
葉山レイコ
「Wet Wet」（1990年）
光GENJI
「水彩画」（1990年）
BEGIN
「YOU」（BEGINとの共作詞）「太陽のチルドレン」（1991年）
日高のり子
「あなたが宇宙 〜BY MY SIDE〜」「サスペンスに接吻(くちづけ)」（1990年）
藤谷美紀
「世界中の時計を止めて」（1988年）
細川直美
「君はどこにいるの」「ナヴィのはじめて物語」（1989年）
松原みき
「ハートの鍵貸します」「"Be"-ROCK」（1988年）
村井博
「OFF LIMITな夜」「Video Days」（1990年）
MODE-ID
「HELP ME PLEASE」（1988年／朝倉光洋との共作）
柳ジョージ
「City Rambler」（1992年）
山本潤子
「Because of rain」「プラチナとダイアモンド」「自由」（1997年）
和田アキ子
「Everybody Shake」（2001年）

### アニメーション関連
笠原弘子
「不思議の国のスイートミント」「パラダイスGOGO」「ミントの夢旅行」（1990年）
佐々木望
「天使たちは眠れない」（1990年）
玉川紗己子
「See You Again」（1990年）
橋本舞子
「Say, Yes!」（1990年）
渕崎ゆり子
「猫にMATATABI」（1990年）